# Všeruby u Kdyně
Všeruby (deutsch Neumark) ist eine Minderstadt in Tschechien. Sie liegt elf Kilometer südlich von Domažlice an der Grenze zu Bayern und gehört zum Okres Domažlice.

## Geographie
Všeruby befindet sich in der Neumarker Senke (Všerubská vrchovina) zwischen dem Oberpfälzer Wald (Český les) und dem Böhmerwald. Nordöstlich liegt der Neumarker Pass. Im Osten erhebt sich der 562 m hohe Všerubský vrch (Steinriegel) und dahinter im Südosten der Jezvinec (Gewintzyberg, 739 m). Všeruby liegt am Hájecký potok, der am östlichen Ortsrand im Všerubský rybník gestaut wird und südlich des Ortes in den Chamb (Kouba) mündet. Westlich liegt das Tal des Rybniční potok/Hopfenbach. Zum bayerischen Markt Eschlkam besteht ein Grenzübergang.
Nachbarorte sind Štítovky, Nový Klíčov und Studánky im Norden, Hájek und Nová Ves im Nordosten, Hyršov und Chalupy im Osten, Pomezí im Südosten, Warzenried und Seugenhof im Süden, Schachten im Südwesten, Gaishof und Maxov im Westen sowie Mlýneček im Nordwesten.

## Geschichte
Über den Neumarker Pass führte der Regensburger Steig, eine wichtige mittelalterliche Verkehrsverbindung, die Prag mit Regensburg verband. 1040 fand hier eine Schlacht zwischen Herzog Břetislav I. und Heinrich III. statt.
An der Straße entstand eine Ansiedlung, die nach dem dort angelegten Všerubský rybník im 15. Jahrhundert als Weyer, Rybník oder Böhmischer Weiher bezeichnet wurde. 1570 wurde der Ort durch Maximilian II. zum Städtchen erhoben und Neumarkt bzw. Nový Trh genannt. Im Laufe der Zeit trug er auch die Namen Neimarck vorn Waldl, nowe Neymark und Najmark. Der tschechische Ortsname Všeruby ist seit 1789 nachweisbar. Im 18. und 19. Jahrhundert lebten die Bewohner von Neumark hauptsächlich von der Korbflechterei, Töpferei und der Fertigung von Zündholzschachteln. 1832 entstand die Porzellanfabrik A. Fischer. Nach dem Brand von 1852, der 34 Anwesen und die Kirche zerstört hatte, wurde das Zentrum der Marktgemeinde neu gestaltet.
Im Jahre 1930 bestand Neumark aus 196 Häusern, in denen 1087 Menschen lebten. Nach dem Münchner Abkommen wurde Neumark dem Deutschen Reich angegliedert und gehörte von 1939 bis 1945 zum Landkreis Markt Eisenstein. Am 4. Mai 1945 ergab sich die deutsche 11. Panzerdivision unter dem Kommando von General Wend von Weitersheim der 90. US-Infanteriedivision bei Neumark.
Nach dem Zweiten Weltkrieg kam der Ort zur Tschechoslowakei zurück. Die deutschen Bewohner wurden vertrieben und die Einwohnerzahl sank drastisch. Der Status als Marktgemeinde wurde nach dem Zweiten Weltkrieg nicht mehr erneuert. Durch die Errichtung des Eisernen Vorhangs geriet Všeruby in eine Randlage an der abgeschotteten Grenze. Einige der umliegenden Dörfer im Grenzgebiet wurden ganz oder teilweise devastiert, die verbliebenen nach Všeruby eingemeindet. Nach der Samtenen Revolution erfolgte am 1. Juli 1990 die Wiedereröffnung des Straßengrenzüberganges Všeruby–Eschlkam. Seit 2008 besitzt der Ort wieder den Status eines Městys.

## Gemeindegliederung
Die Gemeinde Všeruby besteht aus den Ortsteilen Brůdek (Fürthel), Chalupy (Friedrichsthal), Hájek (Donau), Hyršov (Hirschau), Kosteliště (Johanneskirchl), Maxov (Maxberg), Pláně (Plöß), Pomezí (Springenberg), Studánky (Kaltenbrunn) und Všeruby (Neumark). Grundsiedlungseinheiten sind Brůdek, Chalupy, Hájek, Hyršov, Kosteliště, Maxov, Pláně, Pomezí, Sruby (Heuhof), Studánky und Všeruby. Auf den Fluren von Všeruby liegen außerdem die im Jahre 1955 aufgelassenen Dörfer Myslív (Schneiderhof) und Slatiny (Traxlmoos).
Das Gemeindegebiet gliedert sich in die Katastralbezirke Brůdek, Chalupy, Hájek u Všerub, Hyršov, Maxov, Myslív u Všerub, Pláně na Šumavě, Pomezí na Šumavě, Sruby na Šumavě, Studánky u Všerub und Všeruby u Kdyně.

## Sehenswürdigkeiten

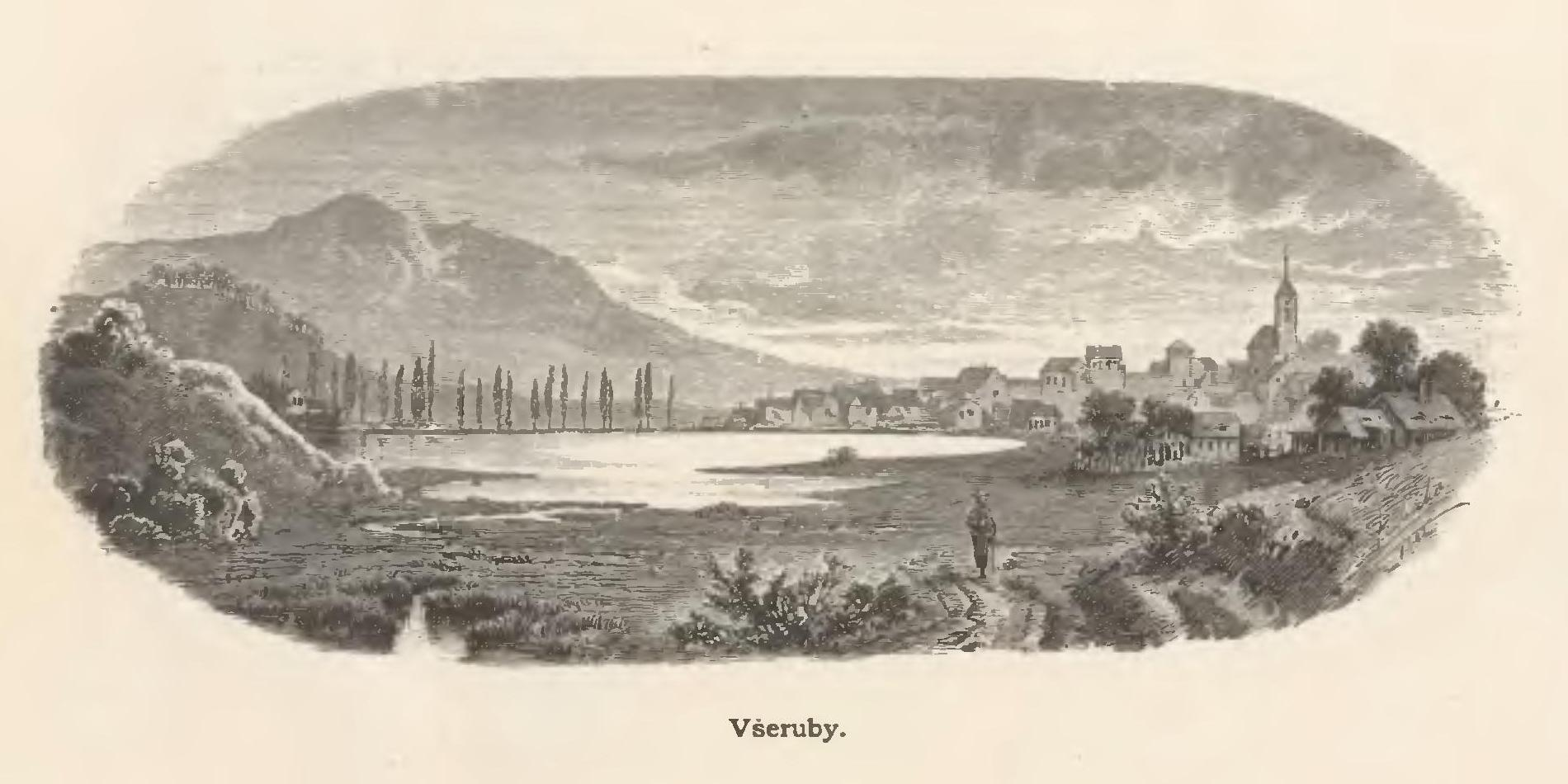
Všeruby von K. Liebscher (1851–1906)

- Kirche des Erzengels Michael, errichtet zwischen 1628 und 1650. Das Bauwerk wurde 1852 nach einem Brand wiederhergestellt und zwischen 1990 und 1991 saniert.
- Kapelle St. Wenzel in Brůdek
- Kirche St. Anna auf dem Berg Svatá Anna (Tannaberg) bei Hájek

## Söhne und Töchter der Gemeinde
- Joseph Rank (1816–1896), Schriftsteller, Publizist, Politiker
- Hans Multerer (1892–1945), Schriftsteller
- Josef Wittmann (1877–1963), deutscher Geistlicher und Schriftsteller
- Siegfried Zoglmann (1913–2007), sudetendeutscher und deutscher Politiker (nach 1945 zunächst FDP, später CSU)